# Lysós
Lysós (grec moderne : Λυσός) est un village chypriote situé dans le district de Paphos et comptant plus de 205 habitants.